# Jürgen Fleer
Jürgen Fleer (* 26. Februar 1957) ist ein ehemaliger deutscher Fußballspieler. 

## Karriere als Spieler
Fleer begann als 10-Jähriger ("eigentlich viel zu spät") mit dem Vereinsfußball und spielte bei Rot-Weiß Dreyen, ehe er in die Jugendabteilung von Arminia Bielefeld wechselte und später bei Preußen Münster, SC Herford, Borussia Mönchengladbach, SV Arminia Hannover und Hannover 96 aktiv war. Mit Mönchengladbach stand er 1980 im Finale des UEFA-Cups und 1984 im Finale des DFB-Pokals; beide Finalspiele gingen jedoch verloren. Fleer absolvierte insgesamt 101 Bundesliga- (zwei Tore) und 88 Zweitligaspiele (drei Tore).
Er spielte im Laufe seiner Profikarriere auf allen Hauptpositionen außer der Torhüterposition. Bei Münster und Herford versuchte er sein Glück zunächst als Stürmer, wurde bei Arminia Hannover schließlich auf das Mittelfeld umgeschult und war bei Borussia Mönchengladbach schließlich Verteidiger. Bei Fortuna Düsseldorf und später auch in Hannover spielte er anschließend wieder im Mittelfeld, wobei er in seiner letzten Saison bei Hannover wieder in der Verteidigung eingesetzt wurde. Nach der Saison 1986/87 musste Fleer seine aktive Karriere aufgrund einer Verletzung frühzeitig beenden.
Fleer kam 1981 zu zwei Einsätzen in der bundesdeutschen B-Fußballnationalmannschaft, als er kurz vor dem Sprung in die A-Nationalmannschaft stand, bevor aber das Verletzungspech ihn plagte: Fleer brach sich die Kniescheibe, musste nahezu zwei Jahre lang pausieren.

## Laufbahn als Trainer
Als 30-Jähriger beendete Fleer seine Karriere und war dann fünf Jahre lang als Spielertrainer bei Rot-Weiß Dreyen, seinem Heimatverein, tätig. Es folgten Trainerstationen in Stift Quernheim, Langenheide, im Nachwuchsbereich des SV Rödinghausen und beim TSV Riemsloh. Im Oktober 2014 beendete er seine Fußballlaufbahn. Er kehrte dann allerdings noch einmal zurück und übernahm den SC Enger.

## Privates
Der gelernte Bekleidungsschneider und verheiratete Familienvater hat in Enger ein Haus gebaut und ist dort sesshaft geworden.